# Gerold af Oldenburg
Gerold af Oldenburg og Lübeck (død 13. august 1163 i Bosau) efterfulgte i 1154 Vicelin som biskop i Oldenburg i Holsten.

## Liv og gerning

### Baggrund
Gerold stammede fra welfernes svabiske hjemland. Gerold havde erhvervet fortjeneste ved retten i Guelph Henrik Løve i Braunschweig som hofkapellan og scholaster (lærd) ved St. Blaise kloster.

### Udnævnelse til biskop
Gerold blev på foranledning af hertuginden Clementia, Henrik Løves første hustru, i 1155 udpeget til at efterfølge Vicelin, der døde i 1154. Gerold kom imidlertid, ligesom Vicelin, omgående i skudlinjen i striden mellem ærkebiskop Hartwig af Bremen og hertugen Henrik Løve. Eftersom Gerold blev anset for Henrik Løves betroede mand, forkastede ærkebiskoppen som ansvarlig metropolit at indvie og ophøje Gerold til det nye embede.
Henrik løve løste problemet ved i 1155 at tage Gerold med på sin italienske tog og der - ved at ignorere de ærkebiskoppelige rettigheder og først i sit andet forsøg - opnåede han en godkendelse af udnævnelsen af den tøvende pave Hadrian IV.

### Optræden som biskop
Gerold forblev efter sin ordinering først i kredsen omkring Henrik Løve og var endnu ikke kommet ind i sit bispedømme, men opfordrede hertugen til at tilvejebringe et tilstrækkeligt materielt grundlag for bispedømmet. Denne sikrede i samarbejde med grev Adolf II af Holsten yderlige økonomiske grundlag for bispedømmet ved at overdrage Eutin og tre nabobyer og i alt 300 hufe (et arealmål, der dog varierer). Gerold grundlagde derefter et marked og et slot i Eutin. Gerold bosatte sig i 1156 på dette slot - ikke i det egentlige, men fuldstændig øde, bispedømmes center Oldenburg, der hidtil havde været Vicelins foreløbige sæde i Bosau.
Gerold opnåede, at Segebergs Stift, der var flyttet til Högersdorf, blev overført til Segeberg for i det mindste der at have det personale til rådighed, der var nødvendigt for gennemføre højtidsgudstjenester i udkanten af sit bispedømme. Han intensiverede den i mellemtiden svækkede slaviske mission og indledte opførelsen af kirker i Oldenburg, Süsel, Ratekau, Gleschendorf og Lütjenburg.
I 1160 (ifølge nyere undersøgelser i 1163) blev bispedømmets hovedsæde flyttet til Lübeck af Henrik Løve på initiativ af Gerold. Hertugen beordrede i 1163 i Lübeck at bygge en første katedral, der blev indviet under hans og Gerolds tilstedeværelse til jomfru Maria, Johannes Døberen og St. Nicholas. På samme tid blev domkapitlet og Lübeck Johanniskloster grundlagt.
Gerold måtte udholde en alvorlig konflikt med holstenere, som var begyndt at bosætte sig nogle dele af Wagrien og nægtede at betale ham tiende. Men også denne konflikt vandt Gerold takket være Henrik Løves indgriben.

### Død og arv
I året for indvielsen af Lübeck tog Gerold på sin anden rundtur gennem hans bispedømme. Efter en messe i Lütjenburg faldt Gerold sammen. Han blev bragt til Bosau, hvor han døde den 13. august 1163. Han blev begravet i katedralen i Lübeck. Hans formodede grav blev genopdaget i forbindelse med krigsskaderne forårsaget af luftangreb på Lübeck i 1942 under koret i området med den tidligere romanske apsis. Nylig forskning er imidlertid kommet til den konklusion, at denne grav stammer fra perioden 1335-1342. Alle fire sider er malet med korsfæstelsesscener. Denne grav, der blev anset for at have været længere end Gerods grav, bevares men er utilgængelig. Imidlertid er de freskoer, der blev fundet i graven, blevet fotografisk dokumenterede siden deres åbning.
Gerolds efterfølger som biskop af Lübeck var i 1164 abbeden af Riddagshausen kloster Konrad I von Riddagshausen.